# João Marques
Pour les articles homonymes, voir Marques (homonymie).
João Miguel Vieira Freitas Silva Marques dit João Marques, né le 13 février 2002 à Barreiro au Portugal, est un footballeur portugais qui joue au poste d'ailier gauche au SC Braga.

## Biographie

### En club
Né à Barreiro au Portugal, João Marques est formé par le Sporting CP et le FC Barreirense avant de rejoindre le Vitória Setúbal, où il poursuit sa formation.
Lors de l'été 2021, João Marques rejoint le GD Estoril-Praia, où il intègre dans un premier temps l'équipe réserve du club.
Il joue son premier match avec l'équipe première de l'Estoril-Praia le 19 novembre 2022, à l'occasion d'une rencontre de Coupe de la Ligue portugaise contre le CD Tondela. Il entre en jeu lors de ce match où les deux équipes se neutralisent (0-0 score final).
Le 10 avril 2023, João Marques prolonge son contrat avec le GD Estoril-Praia. Il est désormais lié au club jusqu'en juin 2026,.
Lors de l'été 2024 João Marques rejoint le SC Braga. Le transfert est annoncé dès le 1er février 2024 et il signe un contrat courant jusqu'en juin 2029.

### En sélection
João Marques joue son premier match avec l'équipe du Portugal espoirs le 12 septembre 2023 contre la Biélorussie. Il entre est titularisé et participe à la victoire de son équipe en marquant également son premier but avec les espoirs ce jour-là (0-5 score final).
Marques est est appelé avec les espoirs pour participer à l'Euro espoirs en 2025 organisé en Slovaquie,.